# Richard J. Hieb
Richard J. Hieb, född 21 september 1955 i Jamestown, North Dakota, är en amerikansk astronaut uttagen i astronautgrupp 11 den 4 juni 1985.

## Rymdfärder
- STS-39
- STS-49
- STS-65